# Air Asturias
Air Asturias — коммерческое название компании Asturias Airlines SA, проекта бюджетной авиакомпании и туроператора, созданной в конце 2005 года в Княжестве Астурия и распущенной в январе 2007 года. Капитал компании был полностью астурийским (Grupo Celuisma 90% и Grupo Mall 10%), один из её первоначальных партнеров принимал непосредственное участие в создании другой несуществующей авиакомпании (Air Madrid). Её головные офисы находились в Авилесе. У компании никогда не было необходимых сертификатов для работы в качестве авиакомпании, и она продавала рейсы компании LTE под своим именем, через свой веб-сайт и центр бронирования по телефону, а также в туристических агентствах. Хосе Антонио Фернандес Родригес руководил компанией, а Антонио Висенте Груэсо был её генеральным директором.
Первоначальными целями компании было покрытие маршрутов между аэропортом Астурии (код IATA OVD, код ICAO LEAS), расположенным в Сантьяго-дель-Монте, Кастрильон, и национальными аэропортами (Барселона, Тенерифе и Малага), а также европейскими (Милан, Амстердам, Франкфурт, Берлин). Кроме того, компания намеревалась охватить межконтинентальные рейсы в Венесуэлу, Колумбию, Мексику и Панаму, туристические направления, где Grupo Celuisma владеет несколькими гостиничными комплексами.

## Хронология
- 7 ноября 2006 г.: Первый самолет компании прибывает в Астурию.[1] Это был Airbus A320 LTE, который эксплуатировался Air Asturias, у которого отсутствовал сертификат лётной годности.
- 16 ноября 2006 г.: LTE запускает первые рейсы, рекламируя рейсы Air Asturias в Рим, Париж, Лиссабон и Мадрид.[2]
- 10 января 2007 г.: Проведена реструктуризация направлений, исключающая часть рейсов в Лиссабон и Мадрид.[3]
- 17 января 2007 г.: Компания объявляет о прекращении деятельности с 26 января 2007 г. в связи с низким спросом на её маршруты.[4]

## Флот
У Air Asturias никогда не было собственных самолётов, для рейсов компания арендовала Airbus A320-214 (регистрация EC-ISI) компании LTE.

## Направления
LTE выполняла рейсы для Air Asturias из аэропорта Астурии в:
- Рим (Фьюмичино им. Леонардо да Винчи)
- Париж (Шарль де Голль)
- Лиссабон (Портела)
- Мадрид (Барахас)
- Брюссель (Брюссельский аэропорт)